# Bruno Moravetz

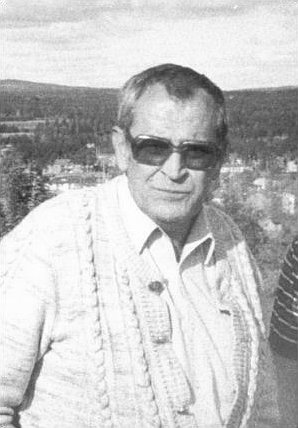
Bruno Moravetz (ca. 2002)

Bruno Moravetz (* 11. September 1921 in Kronstadt, Königreich Rumänien; † 31. Dezember 2013 in Kempten (Allgäu)) war ein deutscher Sportreporter. Für verschiedene Zeitungen und das Fernsehen berichtete er zwischen 1952 und 1992 von allen elf Olympischen Winterspielen und zwischen 1960 und 1984 von fünf Sommerspielen.

## Leben
Der in Siebenbürgen am Rande der südlichen Karpaten aufgewachsene Moravetz lernte mit sieben Jahren das Skifahren und war von Jugend an vom Skisport und Bergsteigen begeistert. Nach Kriegsende ging er nach Westdeutschland und bekam 1949 bei der Zeitung Der Allgäuer in Kempten (Allgäu) ein Volontariat als Sportreporter, womit seine journalistische Karriere begann. Auch als Pressereferent des Allgäuer Skiverbandes (ASV) war er tätig. 1952 wurde er von seiner Zeitung und der Stuttgarter Sportzeitung Sportbericht als Korrespondent nach Norwegen zu den Olympischen Winterspielen in Oslo entsandt.
Anfang der 1950er Jahre wechselte „Mora“, wie ihn seine Freunde nennen, nach Kornwestheim als Leiter der Presseabteilung des Zweiradherstellers Kreidler. Die Moped-Markennamen „Florett“ und „Amazone“ wurden dort von ihm entwickelt. Anschließend war er Leiter der Sport- und Feuilletonredaktion der Heidenheimer Zeitung, später ging er nach Stuttgart.
Schließlich kam er zum ZDF nach Mainz und München. Zusammen mit Gerd Mehl und Erwin Dittberner prägte er lange Zeit von den 1950er bis in die späten 1980er Jahre den nordischen Skisport im deutschen Fernsehen. Mit seiner ständig wiederholten Frage „Wo ist Behle?“ ist er einem weiten Publikum bekannt geworden. Moravetz hatte bei den Olympischen Winterspielen 1980 in Lake Placid während der Übertragung des 15-km-Skilanglaufs am 17. Februar den deutschen Skilangläufer Jochen Behle gesucht, als dieser trotz Zwischenbestzeit nicht im Bild gezeigt wurde und seine späteren Zwischenzeiten nicht eingeblendet wurden. Marius Müller-Westernhagen nahm im Jahr 1998 für sein Album Radio Maria den Titel „Wo ist Behle?“ auf und verwendete dafür auch ein Sample der Originalreportage von Moravetz.
Bei den Sommerspielen 1960 in Rom war er verantwortlicher Redakteur der deutschen Olympia-Zeitung. Außerdem betreute Moravetz das Fachblatt Ski und war Mitbegründer des „Forum Nordicum“, einer Interessengemeinschaft Nordischer Skijournalisten.
Lange ist er, wie auch Gerd Mehl unter seinen Freunden, dem Alpinismus treu geblieben. Zahlreiche Expeditionen führten nach Nepal und ins Karakorum und dabei zu Bergen wie Nanga Parbat, Annapurna (I, II), Masherbrum, Gasherbrum (I, II, III, IV) und Cho Oyu. Bei einer Expedition 1977 zum Dhaulagiri (8167 Meter) erlitt der damals 55-Jährige in 2500 Meter Höhe ein lebensbedrohliches Höhenlungenödem und musste per Hubschrauber nach Katmandu geflogen werden. Über den seinerzeit noch unbekannten Bergsteiger Reinhold Messner, mit dem er im Himalaja war, drehte Moravetz eine Reportage und lud ihn zu seiner ersten Sendung in das 1963 von ihm mitbegründete aktuelle sportstudio ein, das er jedoch lediglich 1981/82 viermal moderierte. Weitere Gäste dort waren Helmut Schön und Jochen Behle.
Ende 1972 zog Moravetz mit seiner Familie von München in den Allgäuer Skiort Nesselwang, in sein dort neuerbautes Haus, wo der seit 2000 Verwitwete bei seiner Enkeltochter lebte. Im Oktober 1986 ging Moravetz in Rente. Er hatte bereits mehrere Herzinfarkte überstanden, war aber nach wie vor sportjournalistisch engagiert, indem er die örtliche Bürgerwerkstatt beim Zusammentragen der lokalen Skigeschichte unterstützte.
Bruno Moravetz verstarb Silvester 2013 im Alter von 92 Jahren und wurde auf dem Friedhof in Nesselwang beigesetzt.
Seine 1946 geborene Tochter Christiane war ebenfalls Sportjournalistin und arbeitete lange Zeit für die Sportredaktion der FAZ.

## Auszeichnungen
- 1980 – Goldener Gong für seine Berichterstattung während der Olympischen Winterspiele 1980
- 1980 – Bambi „Bester Sportkommentator 1980“